# Тілледа (Вісконсин)
Тілледа (англ. Tilleda) — переписна місцевість (CDP) в США, в окрузі Шавано штату Вісконсин. Населення — 71 особа (2020).

## Географія
Тілледа розташована за координатами 44°48′56″ пн. ш. 88°54′45″ зх. д. / 44.81556° пн. ш. 88.91250° зх. д. (44.815522, -88.912575).  За даними Бюро перепису населення США в 2010 році переписна місцевість мала площу 0,84 км², з яких 0,73 км² — суходіл та 0,11 км² — водойми.

### Клімат
| Клімат : Тілледа      | Клімат : Тілледа | Клімат : Тілледа | Клімат : Тілледа | Клімат : Тілледа | Клімат : Тілледа | Клімат : Тілледа | Клімат : Тілледа | Клімат : Тілледа | Клімат : Тілледа | Клімат : Тілледа | Клімат : Тілледа | Клімат : Тілледа | Клімат : Тілледа |
| Показник              | Січ.             | Лют.             | Бер.             | Квіт.            | Трав.            | Черв.            | Лип.             | Серп.            | Вер.             | Жовт.            | Лист.            | Груд.            | Рік              |
| Середній максимум, °C | −5,6             | −2,8             | 3,3              | 12,2             | 19,4             | 24,4             | 26,7             | 25,0             | 20,0             | 13,9             | 5,0              | −2,8             | 11,7             |
| Середній мінімум, °C  | −17,8            | −15,8            | −8,6             | −1,1             | 5,0              | 10,0             | 12,8             | 11,1             | 6,7              | 1,1              | −5               | −12,8            | −1,1             |
| Норма опадів, мм      | 23               | 23               | 46               | 74               | 86               | 94               | 89               | 94               | 91               | 61               | 51               | 33               | 767              |
| --------------------- | ---------------- | ---------------- | ---------------- | ---------------- | ---------------- | ---------------- | ---------------- | ---------------- | ---------------- | ---------------- | ---------------- | ---------------- | ---------------- |
| Джерело: Weatherbase  |                  |                  |                  |                  |                  |                  |                  |                  |                  |                  |                  |                  |                  |

## Демографія
Згідно з переписом 2010 року, у переписній місцевості мешкала 91 особа в 38 домогосподарствах у складі 23 родин. Густота населення становила 108 осіб/км².  Було 51 помешкання (61/км²).
Расовий склад населення:
| - 96,7 % — білих - 3,3 % — корінних американців |

До двох чи більше рас належало 0,0 %. Частка іспаномовних становила 0,0 % від усіх жителів.
За віковим діапазоном населення розподілялося таким чином: 23,1 % — особи молодші 18 років, 60,4 % — особи у віці 18—64 років, 16,5 % — особи у віці 65 років та старші. Медіана віку мешканця становила 39,5 року. На 100 осіб жіночої статі у переписній місцевості припадало 106,8 чоловіків;  на 100 жінок у віці від 18 років та старших — 89,2 чоловіків також старших 18 років.
Середній дохід на одне домашнє господарство  становив 27 167 доларів США (медіана — 24 583), а середній дохід на одну сім'ю — 30 680 доларів (медіана — 33 036). 
Цивільне працевлаштоване населення становило 16 осіб. Основні галузі зайнятості: мистецтво, розваги та відпочинок — 62,5 %, роздрібна торгівля — 12,5 %, виробництво — 12,5 %.